# Порт-Локо (округ)
Порт-Локо (англ. Port Loko District) — район на северо-западе Сьерра-Леоне, на территории Северной провинции. Административный центр город Порт-Локо. Округ имеет выход к Атлантическому океану.

## Описание
Площадь округа составляет 5978,9 км². Самая высокая точка - Малунту (Окра Хилл) на высоте 177 метров.

## Демография
Население округа по состоянию на 2016 год составляет 615376 человек. Плотность населения составляет 102,93 чел./км². В 2005 году 1,3% жителей районы были инфицированы ВИЧ.  

### Этнический и религиозный состав
Основными этническими группами являются темне и сусу. 
92.8% населения округа исповедуют ислам, 5.9% исповедует христианство, 0.5% другие религии, 0.8% атеисты.

### Административное деление
Район разделён на 11 вождеств.